# ساشیر زاماتا
ساشیر زاماتا (انگلیسی: Sasheer Zamata؛ زادهٔ ۶ مهٔ ۱۹۸۶) بازیگر تلویزیون، کمدین، بازیگر سینما، صداپیشه و کارگردان فیلم اهل ایالات متحده آمریکا است. وی از سال ۲۰۰۵ میلادی تاکنون مشغول فعالیت بوده است.
از فیلم‌ها یا برنامه‌های تلویزیونی که وی در آن نقش داشته است می‌توان به یوگا هوزرز، شعبدهباز، من احساس زیبایی می‌کنم، و آگاتا: محفل آشوب اشاره کرد.